# سيفالالجيا
سيفالالجيا (Cephalagia: An International Journal of Headache) هي مجلة طبية عامة مراجعة الأقران مختصة بالصداع.
تصدر المجلة عن جمعية الصداع الدولية وتنشرها منشورات ساغا (سيج للنشر). صدرت المجلة أول مرة عام 1981 وكانت تنشرها ويلي بلاكول (Wiley-Blackwell).
رئيس التحرير هو ديفد دوديك من مدرسة مايو الطبية.